# Onthophagus tesquorum
Onthophagus tesquorum är en skalbaggsart som beskrevs av Semenov och Medvedev 1927. Onthophagus tesquorum ingår i släktet Onthophagus, och familjen bladhorningar. Inga underarter finns listade.